# Ninna nanna (Ghali)
Ninna nanna è un singolo del rapper italiano Ghali, pubblicato il 28 ottobre 2016 come primo estratto dal primo album in studio Album.

## Descrizione
Prodotto da Charlie Charles, il brano era stato pubblicato originariamente il 14 ottobre 2016 sulla piattaforma di streaming musicale Spotify, ottenendo, a soli quattordici giorni dall'uscita, la certificazione di disco d'oro. La copertina è opera di Giuseppe Palmisano (alias Iosonopipo), che ha realizzato l'artwork partendo dall'idea di Ghali di essere ritratto con la madre.
Il rapper stesso si è espresso sulla canzone con queste parole: «C'è voluto un po' di tempo, io sono fatto così, sono un perfezionista quando si tratta della mia musica, ma posso assicurarvi che Ninna nanna ad oggi è il miglior singolo che io abbia scritto».

## Tracce
1. Ninna nanna – 3:57

## Formazione
- Ghali – voce
- Charlie Charles – produzione, montaggio, missaggio, mastering

## Classifiche

### Classifiche settimanali
| Classifica (2016) | Posizione massima |
| ----------------- | ----------------- |
| Italia            | 1                 |

### Classifiche di fine anno
| Classifica (2016) | Posizione |
| ----------------- | --------- |
| Italia            | 77        |
| Classifica (2017) | Posizione |
| Italia            | 42        |